# Грегоріо Луперон
Грего́ріо Луперо́н (ісп. Gregorio Luperón‎‎‎‎; 8 вересня 1839 — 21 травня 1897) — домініканський військовий і політичний діяч, головний лідер національно-визвольного руху часів іспанської анексії країни, президент Домініканської Республіки у 1879—1880 роках.

## Життєпис
Його батьки володіли дрібним бізнесом — вони продавали харчові продукти власного виробництва (наприклад піньйонате — місцевий делікатес із підсолодженого соснового насіння). Грегоріо разом з братами торгували на вулицях, щоб заробити кошти для існування.
У віці 14 років Грегоріо почав працювати на Педро Едуардо Дюбока, власника великої компанії з переробки деревини. Власник компанії сприяв Грегоріо у просуванні кар'єрними сходами. Він також дозволив юнаку проводити час у власній бібліотеці.
1861 року відбулась анексія Домініканської Республіки Іспанією. На той час Грегоріо Луперону було тільки 22 роки. Одного разу Грегоріо заарештували, але він зумів утекти й виїхати до США. Невдовзі він повернувся на батьківщину, де взяв участь у повстанні Сабанети (1863 рік). Однак повстання було нетривалим — іспанці швидко придушили його.
Після провалу повстання Сабанети Грегоріо разом зі своїми товаришами пішов у гори провінції Ла-Вега, де вони готували повномасштабне повстання проти іспанської влади. Зрештою національно-визвольний рух Луперона досягнув своєї мети, й суверенітет Домініканської Республіки було відновлено.